# Фарт (фільм)
«Фарт» - фільм режисера Романа Хруща в жанрі бойовика. Знятий творчою студією «Стела», Росія, 2005.

## Зміст
Петро йде у відставку з армії і відправляється в далеку сибірську артіль на пошуки золота. Він упевнений в тому, що його спіткає невдача, але несподівано старателі знаходять золоту жилу. Напередодні від'їзду назад в лоно цивілізації на золотошукачів нападають грабіжники. Петру доводитися згадати свої старі навички, щоб врятувати заручників і багатство, здобуте потом і кров'ю.

## Ролі
| Актор              | Роль       |
| ------------------ | ---------- |
| Євген Циганов      | Петро      |
| Яна Єсипович       | Віка       |
| Сергій Цепов       | «Великий»  |
| Сергій Ступніков   | голова     |
| Вадим Александров  | «Зайка»    |
| Олександр Голубєв  | «Малой»    |
| Петро Зайченко     | Лісник     |
| Валерій Гончар     | «Жох»      |
| Борис Каморзін     | «Куля»     |
| Олег Жуков         | «Шлам»     |
| Євген Куршинський  | «Високий»  |
| Валерій Іваков     | «Здоровий» |
| Михайло Самохвалов | радник     |
| Павло Ремезов      | бухгалтер  |
| Микола Кідера      | «Перець»   |
| Максим Кузьмін     | Карпенко   |
| Віталій Сапончік   | Абрамов    |

## Знімальна група
- Режисер — Роман Хрущ
- Сценарист — Роман Хрущ
- Продюсер — Федір Попов
- Композитор — Роман Дормідошін